# It girl
Pour les articles homonymes, voir It Girl (homonymie).
It girl ou It-girl est un terme anglais, qui désigne une femme qui suscite l'attention des médias de façon souvent subite et parfois temporaire. Dans ce mot, « It » est un pronom complément direct neutre singulier anglais qu'on peut traduire par « le » ou bien « ça ». Une it-girl est donc une « fille qui le possède » ou une « fille qui a ça ». « Ça » étant quelque chose d'indéfinissable et de magnétique, une spécificité, une qualité d'ordre physique, intellectuel ou moral, une attitude, un style (vestimentaire notamment), qui fait que l'attention du plus grand nombre se polarise sur elle. L'origine de cet engouement vient souvent d'un événement dans la vie de cette personne, ou d'une de ses activités.
Ce terme a été inventé en 1926 par l'auteur Elinor Glyn qui l'a utilisé ensuite pour désigner l'actrice Clara Bow, mais au XXIe siècle nul n'a besoin d'être actrice pour être une it-girl. Au contraire, une actrice serait contrariée d'être qualifiée de it-girl car, de plus en plus, le terme est galvaudé voire négatif. La it-girl agace par sa « couverture médiatique disproportionnée ». Certains médias commencent à se demander, en regardant Kim Kardashian notamment, si la it-girl a un quelconque talent caché sous son exhibitionnisme effréné. Des magazines féminins apprennent à leurs lectrices à devenir une it-girl en cinq leçons, dix maximum, l'essentiel étant d'avoir un compte Instagram, des « It bags » et des « it shoes »,.

## Clara Bow etIt(1926)
Ce terme est utilisé pour la première fois par la romancière et scénariste anglaise Elinor Glyn dans une histoire parue dans le magazine Cosmopolitan et utilisé par la suite par celle-ci pour décrire l'actrice Clara Bow telle qu'elle apparaît dans le film muet hollywoodien de 1927 It. Clara devient ainsi l'incarnation du fameux « It » décrit dans l'histoire d'Elinor Glyn, ou autrement dit le « sex appeal » version années folles.

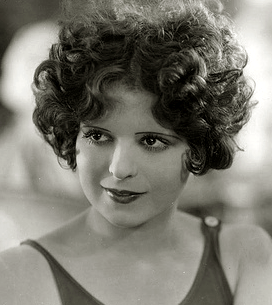
Clara Bow en 1927.

Dans sa présentation du film, Elinor Glyn décrit le terme ainsi :

« IT est cette qualité, possédée par certains, qui attire tous les autres avec sa force magnétique. Avec IT vous gagnez tous les hommes si vous êtes une femme et toutes les femmes si vous êtes un homme. IT peut être une qualité de l'esprit aussi bien qu'une attirance physique,. »

et

« La confiance en soi et l'indifférence que vous soyez agréable ou non — et quelque chose en vous qui donne l'impression que vous n'êtes pas froid du tout. C'est IT,. »

Cependant, le film joue aussi sur la notion que « it » est une qualité qui surpasse les définitions et les catégories ; par conséquent, la fille incarnée par Clara Bow est l'amalgame d'une ingénue et d'une femme fatale, avec une touche de « material girl ». Par contraste, sa rivale est tout aussi jeune, avenante et riche, blonde etc., mais n'a pas acquis ce je-ne-sais-quoi, « it ».
Librement inspiré de la nouvelle éponyme d'Elinor Glyn, le film visait à accroître la popularité de l'actrice des Studios Paramount.

## «It girls» modernes
Depuis 1927, le terme s'est étendu en dehors du milieu du cinéma, se référant à quiconque était en vogue à un certain moment dans la société, la mode ou le spectacle, et s'est étendu jusqu'aux jeunes femmes artistes devenues des « célébrités des médias ».
La revue underground britannique International Times, également connue sous le nom de IT, utilisait comme logo l'image en noir et blanc de Theda Bara, la star vamp du cinéma muet. Les fondateurs de la revue voulaient au départ incorporer une image de Clara Bow, mais une image de Theda Bara fut utilisée par accident et, une fois mise en place, on n'y toucha plus. Le logo de la revue est pour cela parfois appelé « the it girl »[réf. nécessaire].
Dans les années 1960, Edie Sedgwick, la muse d'Andy Warhol était qualifiée de It girl. Sa popularité, qui est plus due à son physique
et à son style qu’à ses apparitions à l’écran, est née à la suite de plusieurs apparitions dans des courts-métrages de l'artiste américain.
À la même époque, Jacqueline Kennedy-Onassis, qui était l'épouse du président américain John Fitzgerald Kennedy, a, durant le mandat de son mari et jusque dans les dernières années de sa vie, fait figure de véritable It girl. Son charme, son charisme et sa grâce lui ont valu d'être la Première dame des États-Unis la plus photographiée par les paparazzis, la plus copiée et la plus jalousée par les femmes du monde entier. La fascination qu'elle a exercée pour les médias et le grand public ayant continué même après le décès de son mari, Jacqueline Kennedy est un exemple du caractère incertain de la durée popularité d'une It girl.

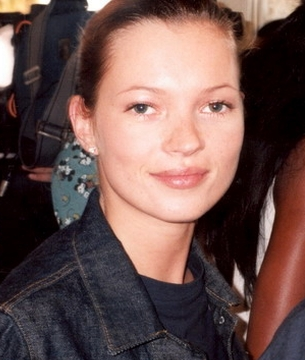
Kate Moss à ses débuts.

Dans les années 1990, une It girl d'un tout autre style prend possession des couvertures de magazines : Kate Moss. À tout juste seize ans, celle qui sera surnommée plus tard « la brindille » se fait découvrir des plus grands créateurs avant d'être accueillie par le grand public à bras ouverts. Grâce à sa beauté juvénile et à ses mensurations atypiques pour l'époque, elle devient vite « la » jeune fille que toutes les ados veulent copier : coiffure, corps, vêtements… Kate Moss devient un phénomène. Malgré les années, le mannequin anglais reste un top-model de référence et continue d'enchaîner les contrats avec de grandes agences ainsi que les défilés de mode. Elle est l'une des femmes ayant le plus marqué le monde de la mode.
L'auteur William Donaldson a remarqué qu'ayant été utilisé pour la première fois dans les années 1920, le terme a été utilisé dans les années 1990 pour décrire « une jeune femme au sex appeal évident qui passe son temps à acheter des chaussures et à participer à des fêtes »,.
Les années 2000 commencent avec une tout autre sorte d'It girl : la It girl « people ». Et c'est l'héritière de l'empire Hilton, la socialite Paris Hilton, qui est la première. La jet-setteuse américaine commence sa « carrière » en tant que mannequin, puis actrice et chanteuse. Aucune de ces différentes voies ne lui apporte une réelle reconnaissance, mais elle devient en quelques années une It girl suivie par les paparazzis et le grand public à travers la presse à scandale et les tabloïds.

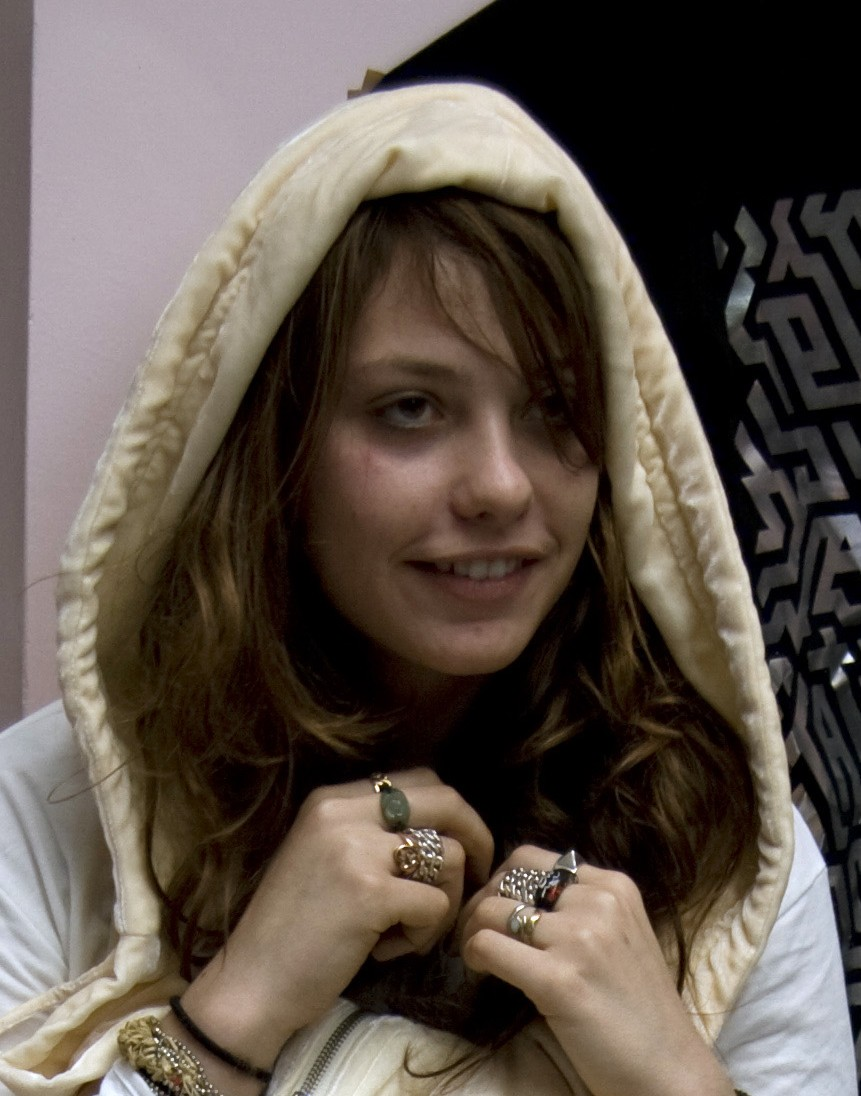
Cory Kennedy en 2008.

À l'été 2005, Cory Kennedy (en), une lycéenne américaine âgée de quinze ans est découverte sur internet après qu'une photo d'elle soit prise lors d'un concert par le photographe Mark Hunter, plus connu sous le nom de The Cobra Snake. Elle devient une icône pour adolescentes et la première « It girl 2.0 ». À la suite de ces clichés, Cory et Mark continuent à travailler ensemble. Elle pose aussi pour plusieurs magazines, dont Nylon (en). Comme il est habituel pour les It girl, cette célébrité est aussi brève que soudaine et replonge Cory Kennedy dans la dépression, maladie dont elle a déjà souffert. Elle continue cependant à être active sur son blog internet même si elle est moins médiatisée.
Depuis 2007, l'anglaise Alexa Chung est un vrai phénomène Outre-Manche. Elle fait ses débuts sur la chaîne anglaise Channel 4 en tant que présentatrice de talk-show avant de continuer sa carrière de journaliste sur la chaîne de musique MTV. Sa carrière de mannequin débute en 2009 lorsqu'elle défile pour la créatrice anglaise Vivienne Westwood à la Fashion Week de Londres. Elle devient LA It girl dont le style est une inspiration dans le monde entier. Le magazine britannique Vogue la désigne d'ailleurs « Fille la mieux habillée de 2009 ». En plus de continuer à signer des contrats avec certaines marques, elle publie un livre en septembre 2013, It, présenté comme un guide pour devenir la parfaite It girl.

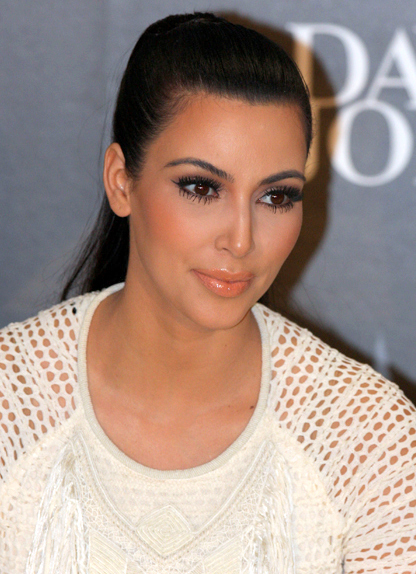
Kim Kardashian en 2011.

Toujours en 2007, une autre « It girl people » se fait connaître : Kim Kardashian. La fille de l'avocat américain Robert Kardashian est une amie de la jet-setteuse et ex-« It girl people », Paris Hilton. Elle est découverte par le grand public à la suite de la publication d'une sex tape (video intime) sur Internet la mettant en scène avec son petit-ami de l'époque, le rappeur Ray J. À la suite de cette vidéo polémique, la chaîne E! commence à diffuser l'émission L'Incroyable Famille Kardashian qui la met en scène avec sa famille. Depuis le début de l'émission, Kim Kardashian devient en peu de temps une cible des paparazzis dont le quotidien intéresse la presse à scandale, comme son mariage de 90 jours avec le basketteur Kris Humphries ou son ancienne idylle avec le rappeur Kanye West avec lequel elle a une fille en 2013, North West. À l'opposé de Paris Hilton, Kim Kardashian gagne en célébrité depuis le début de sa carrière.

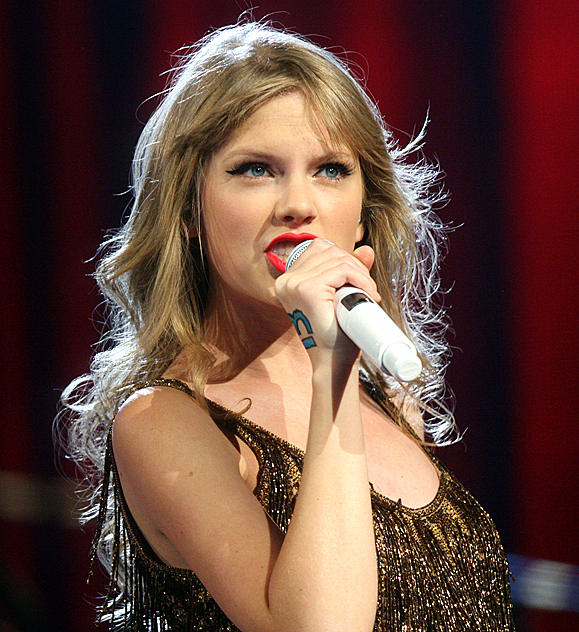
Taylor Swift, 2012.

Taylor Swift, une chanteuse américaine, parfois surnommée la « petite fille chérie de l'Amérique », incarne les parfaites valeurs morales d'une jeune femme pour une grande partie de la population des États-Unis. En effet, avec ses cheveux blonds frisés, ses yeux bleus et son visage angélique, Taylor Swift était à ses débuts, la chanteuse de country qui trouvait refuge de ses déceptions amoureuses dans la composition de ses chansons. Cependant, elle est souvent critiquée pour être l'ex qui va écrire une chanson sur ses ruptures comme vengeance ou la fille qui enchaine les conquêtes masculines dites « It boy » pour gagner en popularité. Elle a toujours bénéficié de la sympathie du public. Taylor Swift est une it girl qui enchaîne des tournées gigantesques pour chaque nouvel album avec des dates qui affichent toutes complètes ; selon le magazine Forbes c'était la chanteuse la mieux payée en 2016, elle a remporté dix Grammy Awards et c'est la troisième personne la plus suivie sur Instagram[Quand ?]… En 2014, Taylor abandonne la musique country pour démarrer son règne dans la musique pop avec son cinquième album, 1989.

## It girls2.0
Depuis les années 2010 et l'évolution des différentes plates-formes médiatiques comme les réseaux sociaux, de nouvelles It girl ont vu le jour. Nées avec l'internet, et parfois même révélées grâce à Internet, ces jeunes femmes sont communément appelées It girls 2.0, en référence au Web 2.0.

## Comédie musicale
Le scénario du film d'Elinor Glyn a été adapté en une comédie musicale appelée The It Girl, qui a débuté off-Broadway en 2001 à la York Theatre Company avec dans le rôle principal Jean Louisa Kelly.